# Towner (Kolorado)
Towner – jednostka osadnicza w Stanach Zjednoczonych, w stanie Kolorado, w hrabstwie Kiowa.